# Джеймс Стюарт (актор)
Джеймс Мейтленд Стюарт (також відомий як Джиммі Стюарт; 20 травня 1908 — 2 липня 1997) — американський кіно- та театральний актор, найбільше відомий за ролями «маленької людини». Під час його кар'єри він грав головні ролі в багатьох фільмах, що широко вважаються класикою і був висунутий на п'ять «Оскарів», отримавши один за гру та інший за життєві досягнення. Він також мав відмінну військову кар'єру, піднявшись до чину бригадного генерала у ВПС Сполучених Штатів. У 1985 Рональд Рейган присвоїв йому звання генерал-майора.

## Довоєнна кар'єра
У роки навчання у Школі архітектури Принстонського університету Стюарт зійшовся з відомим театральним режисером Джошуа Логаном. Після закінчення університету записався в його трупу, де зустрівся і подружився з Генрі Фонда. У 1932 р. Стюарт і Фонда перебралися в Нью-Йорк, розраховуючи підкорити Бродвей. Дружина Фонди у той час була вже відомою кіноактрисою і наполягла, щоб її партнером по черговому фільму був саме Стюарт. Таким чином актор попав у Голлівуд. Після ролі в мюзиклі «Народжений танцювати» починається співпраця Стюарта з режисером Френком Капра. Їх перша спільна робота — «З собою не понесеш» (1938) — увійшла до золотого фонду класики Голлівуду. У наступній картині Капри «Містер Сміт їде до Вашингтона» (1939), Стюарт створив образ провінційного невдахи з легким дефектом мови. Також у 1939 він зіграв у романтичній кримінальній комедії «Цей чудовий світ», де його партнеркою була Клодетт Кольбер.
Удостоєний за «Містера Сміта» своєї першої номінації на «Оскар», Стюарт виграв цю нагороду в 1940 році за фільм «Філадельфійська історія», у якому окрім нього зіграли Кетрін Гепберн і Кері Грант. Як свідчить легенда, він подарував статуетку своєму батькові, який впродовж багатьох років виставляв її на вітрині своєї крамниці, щоб заманювати відвідувачів.

## Війна і після
Сім'я Стюарта мала глибоке військове коріння, оскільки обидва його діда воювали в Громадянській війні, а його батько служив під час іспансько-американської війни і Першої світової війни. Стюарт вважав, що батько найбільше вплинув на його життя, тому не дивно, що, передчуваючи вступ до Другої світової війни США, він теж був готовий служити в армії США, до лав якої був зарахований в березні 1941 року. Члени його сім'ї служили в піхоті, але Стюарт вирішив стати пілотом.
Ранній інтерес до польотів привів Стюарта до отримання його особистого пілотного сертифіката ще в 1935 році і ліцензії комерційного пілота в 1938 році. Він часто літав по пересічній місцевості, щоб відвідати своїх батьків в Пенсільванії. Майже за два роки до нападу на Перл-Гарбор в грудні 1941 року Стюарт мав понад 400 годин нальоту.
Як пілот бомбардувальника він провів у повітрі понад 1800 годин під час бойових вильотів. Стюарт отримав звання полковника 29 березня 1945 року, ставши одним із небагатьох американців, які піднялися з рядового до полковника лише за чотири роки. Актор залишався в рядах збройних сил і після закінчення бойових дій. Офіційно він вийшов у відставку лише в 1968 р., маючи при цьому чин бригадного генерала. Таким чином, Стюарт виявився найвисокопоставленішим військовим, який працював на американську індустрію розваг.
Втім, військова кар'єра була лише вітриною. Насправді Стюарт відновив знімання в кінофільмах вже в 1946 році, коли він і Капра створили фільм  «Це чудове життя». В центрі картини різдвяна історія про людину, яка від відчаю збирається накласти на себе руки, але у справу втручається янгол, який переконав її у цінності життя.

## Родинне життя і пізні фільми

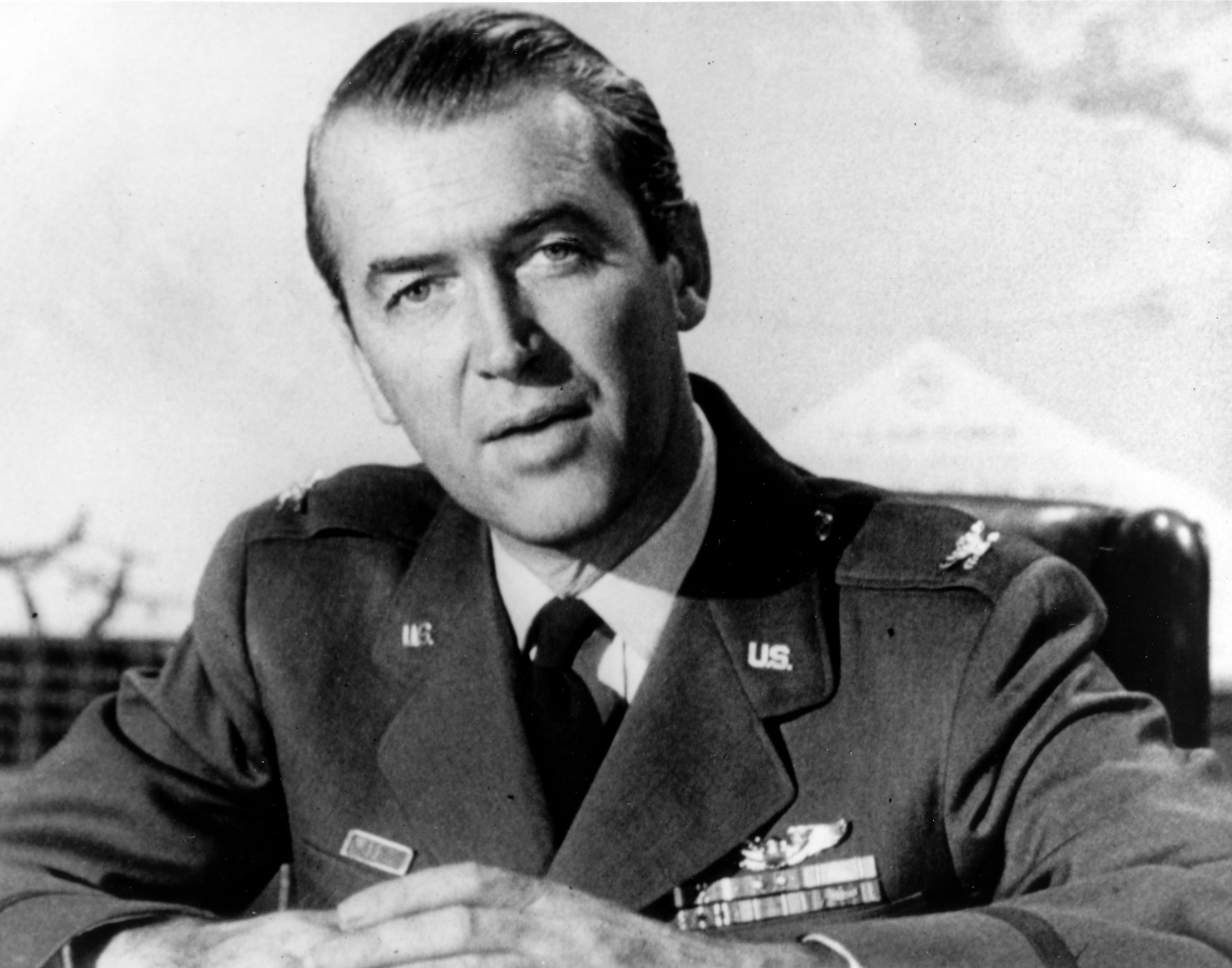
Стюарт у формі ВПС США.

У 1949 р. Стюарт одружився з колишньою фотомоделлю Глорією Маклін та усиновив її дітей. До цього було багато чуток щодо романтичних зв'язків Стюарта, особливо про його зв'язок з Марлен Дітріх. Загалом актор виявився зразковим сім'янином. Він послідовно підтримував консервативні погляди Республіканської партії, через що у нього і Генрі Фонда (він був демократом) одного дня навіть зав'язалася колотнеча.
П'ятдесяті роки ознаменувалися співпрацею актора з двома режисерами — Ентоні Манном і Альфредом Гічкоком, які цінували в Стюарті виконавця ролей непомітних, невидатних американських громадян середньої руки. Він зіграв у всіх гічкоківських шедеврах тих років — «Мотузка» (1948), «Вікні на двір» (1954), «Людина, що забагато знала» (1956), «Запаморочення» (1958).
Він також знімався у трилерах («Дзвонити Нортсайд 777», 1948) і вестернах («Вінчестер '73», 1950; «Коліно річки», 1952). Саме Стюарт прищепив Голлівуду нову систему оплати акторської праці: за кожен свій фільм він отримував не фіксовану плату (як заведено раніше), а відсоток від зборів.
У шістдесяті роки Стюарт стабільно з'являвся або у вестернах, або в родинних комедіях, проте з роками його ролі ставали все рідшими, а в 1970-і рр. він оголосив про відхід з великого кіно. Проте окремі фільми з його участю виходили і в 1980-х. У 1985 р. акторові був присуджений почесний «Оскар» за життєві досягнення, а в 1995 р. в його рідному місті відкрився будинок-музей Джеймса Стюарта.

## Нагороди

### Військові

#### Американські
- Медаль «За видатні заслуги» армії США
- Хрест льотних заслуг
- Медаль Військово-Повітряних Сил
- Похвальна медаль
- Пам'ятна медаль оборони Америки
- Медаль «За Європейсько-Африкансько-Близькосхідну кампанію»
- Медаль Перемоги у Другій світовій війні
- Медаль за службу в резерві Збройних сил
- Президентська медаль Свободи

#### Французькі
- Воєнний хрест

### Акторські
- «Оскар» (1941)
- Кубок Вольпі за найкращу чоловічу роль
- Срібний ведмідь (1962, 1982)
- Премія «Оскар» за видатні заслуги у кінематографі (1985)

## Фільмографія

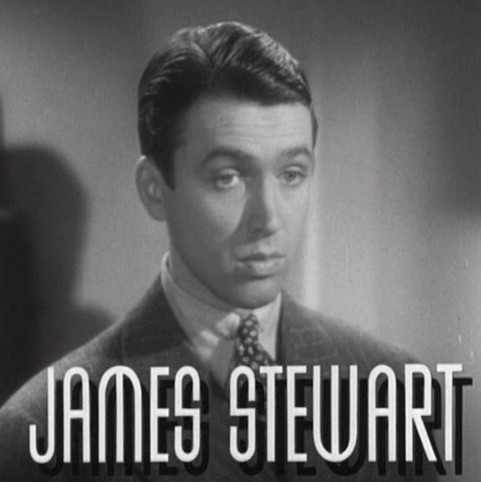
Стюарт у фільмі «Після тонкої людини» (After the Thin Man), 1936.

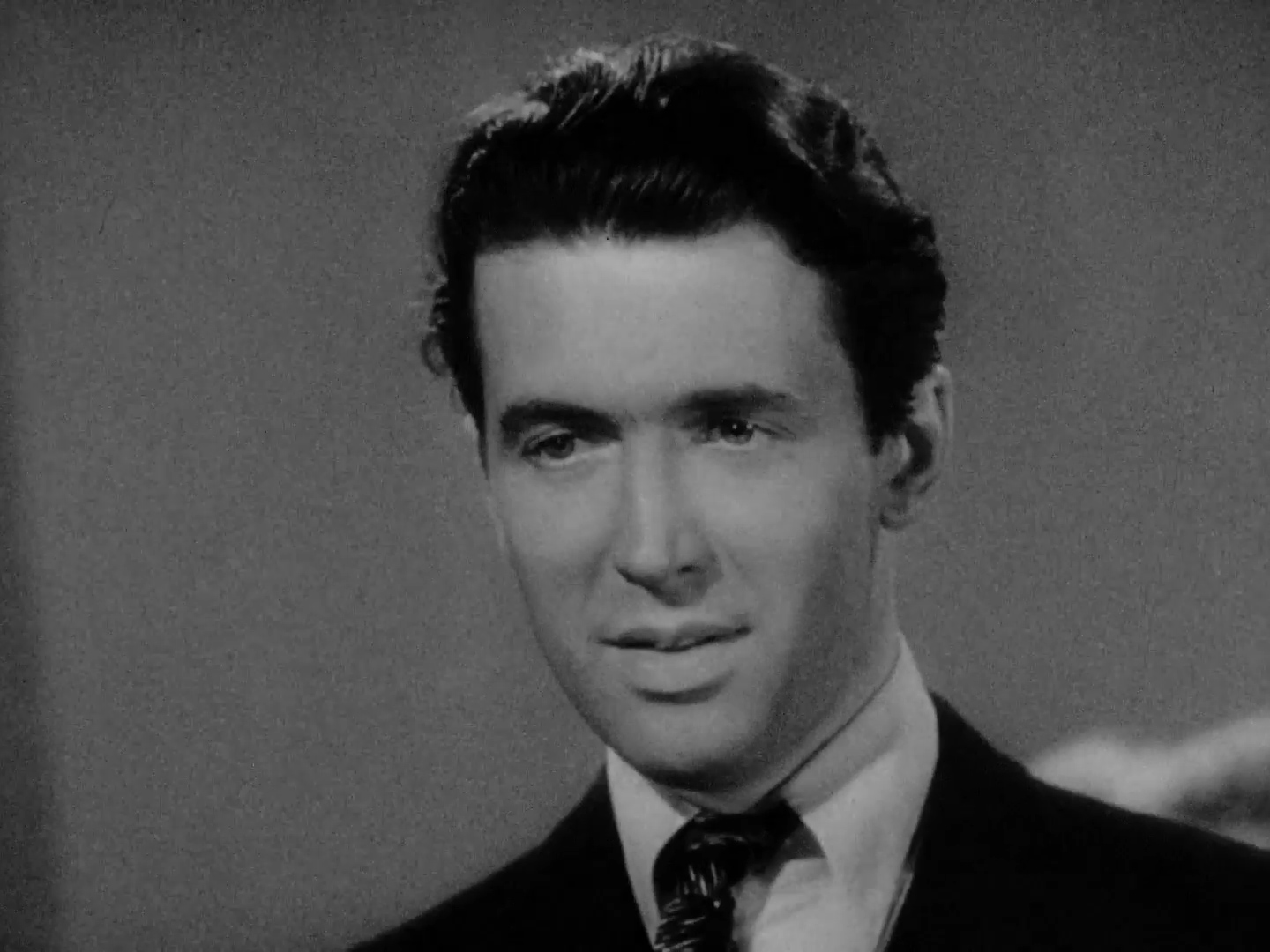
Сенатор Джефферсон Сміт (Дж. Стюарт) з фільму «Містер Сміт вирушає до Вашинґтону», 1939.

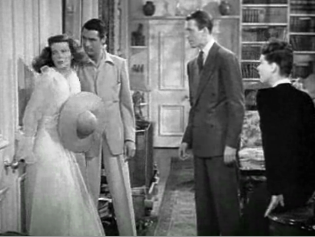
Кетрін Гепберн, Кері Ґрант, Джеймс Стюарт та Рут Гассі у фільмі «Філадельфійська історія», 1940.

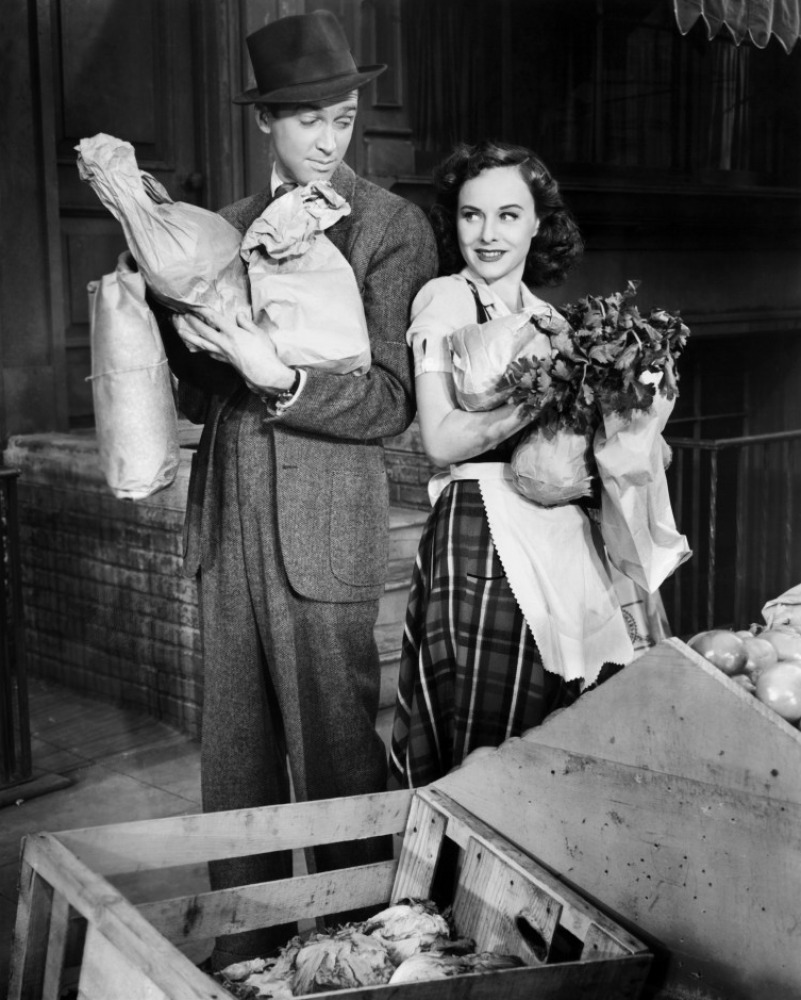
Стюарт і Полетт Ґоддар в музичній комедії «Горщик золота», 1941.

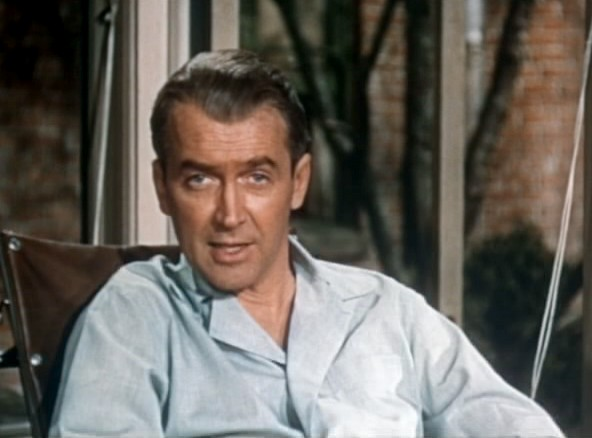
Стюарт у трилері А. Гічкока «Вікно на двір», 1954.

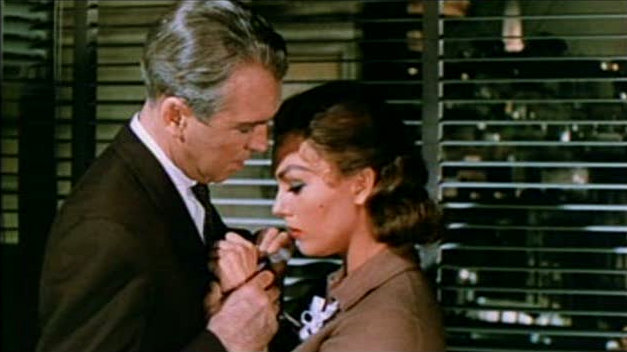
Джеймс Стюарт і Кім Новак у фільмі Гічкока «Запаморочення», 1958.

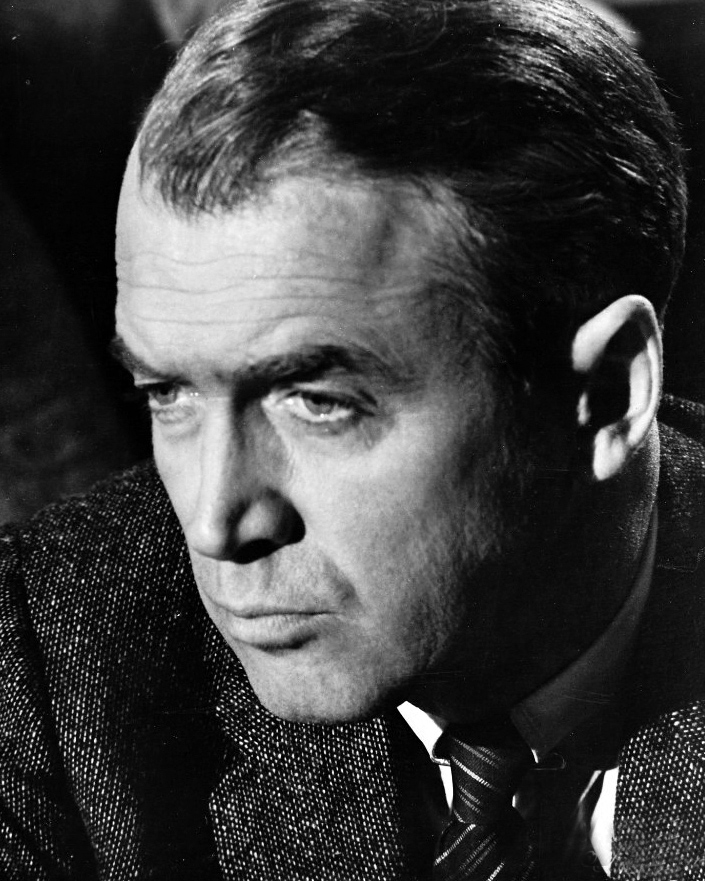
Джеймс Стюарт у детективі «Анатомія вбивства», 1959.

| Рік  | Українська назва                           | Оригінальна назва                  | Роль                              |
| ---- | ------------------------------------------ | ---------------------------------- | --------------------------------- |
| 1935 | Мертвий чоловік                            | The Murder Man                     | Шорті                             |
| 1936 | Роуз Мері                                  | Rose Marie                         | Джон Флавер                       |
| 1936 | Наступного разу ми полюбимо                | Next Time We Love                  | Крістофер Тайлер                  |
| 1936 | Дружина супроти секретарки                 | Wife vs. Secretary                 | Дейв                              |
| 1936 | Дівчина з містечка                         | Small Town Girl                    | Елмер                             |
| 1936 | Швидкість                                  | Speed                              | Террі Мартін                      |
| 1936 | Прегарне дівчисько                         | The Gorgeous Hussy                 | Родерік «Ровді» Дов               |
| 1936 | Народжена танцювати                        | Born to Dance                      | Тед Баркер                        |
| 1936 | Після тонкої людини                        | After the Thin Man                 | Девід Ґрем                        |
| 1937 | Сьоме небо                                 | Seventh Heaven                     | Чіко                              |
| 1937 | Останній ґанґстер                          | The Last Gangster                  | Пол Норт                          |
| 1937 | Темносиній і золотий                       | Navy Blue and Gold                 | Джон Картер                       |
| 1938 | Від людських сердець                       | Of Human Hearts                    | Джейсон Вілкінс                   |
| 1938 | Живуча леді                                | Vivacious Lady                     | професор Пітер Морґан             |
| 1938 | Банальний ангел                            | The Shopworn Angel                 | Вільям «Техас» Петтіґрю           |
| 1938 | З собою не забрати                         | You Can't Take It With You         | Тоні Кірбі                        |
| 1939 | Створені один для одного                   | Made for Each Other                | Джон «Джонні» Мейсон              |
| 1939 | Льодове божевілля 1939                     | The Ice Follies of 1939            | Ларрі Голл                        |
| 1939 | Цей чудовий світ                           | It's a Wonderful World             | Ґай Джонсон                       |
| 1939 | Містер Сміт вирушає до Вашинґтону          | Mr. Smith Goes to Washington       | Джефферсон Сміт                   |
| 1939 | Дестрі знову в сідлі                       | Destry Rides Again                 | Томас Джефферсон Дестрі мол.      |
| 1940 | Крамниця за рогом                          | The Shop Around the Corner         | Альфред Кралік                    |
| 1940 | Смертельний шторм                          | The Mortal Storm                   | Мартін Брайтнер                   |
| 1940 | Не час для комедії                         | No Time for Comedy                 | Ґейлорд Естербрук                 |
| 1940 | Філадельфійська історія                    | The Philadelphia Story             | Маколей «Майк» Коннор             |
| 1941 | Приходь зі мною жити                       | Come Live with Me                  | Білл Сміт                         |
| 1941 | Горщик золота                              | Pot o' Gold                        | Джеймс Гамільтон «Джиммі» Гаскель |
| 1941 | Зіґфілдова дівчина                         | Ziegfeld Girl                      | Ґілберт «Ґіл» Янґ                 |
| 1946 | Це дивовижне життя                         | It's a Wonderful Life              | Джордж Бейлі                      |
| 1947 | Чарівне місто                              | Magic Town                         | Ріп Сміт                          |
| 1948 | Дзвонити Нортсайд 777                      | Call Northside 777                 | П. Дж. МакНіл                     |
| 1948 | На нашому веселому шляху                   | On Our Merry Way                   | Слім                              |
| 1948 | Мотузка                                    | Rope                               | Руперт Кеделл                     |
| 1948 | Ти повинна залишатися щасливою             | You Gotta Stay Happy               | Марвін Пейн                       |
| 1949 | Історія Страттона                          | The Stratton Story                 | Монті Страттон                    |
| 1949 | Малайя                                     | Malaya                             | Джон Ройєр                        |
| 1950 | Вінчестер '73                              | Winchester '73                     | Лін МакАдам                       |
| 1950 | Зламана стріла                             | Broken Arrow                       | Том Джеффордс                     |
| 1950 | Гарві                                      | Harvey                             | Елвуд П. Дауд                     |
| 1950 | Джекпот                                    | The Jackpot                        | Білл Лоуренс                      |
| 1951 | Немає дороги в небі                        | No Highway in the Sky              | Теодор Гоуні Honey                |
| 1952 | Найбільше шоу на землі                     | The Greatest Show on Earth         | клоун Баттонс                     |
| 1952 | Коліно річки                               | Bend of the River                  | Ґлін МакЛінток                    |
| 1952 | Карабін Вільямса                           | Carbine Williams                   | Марш Вільямс                      |
| 1953 | Оголена острога                            | The Naked Spur                     | Говард Кемп                       |
| 1953 | Тандер-Бей                                 | Thunder Bay                        | Стів Мартін                       |
| 1953 | Історія Ґленна Міллера                     | The Glenn Miller Story             | Ґленн Міллер                      |
| 1954 | Вікно у двір                               | Rear Window                        | Л. Б. «Джефф» Джеффріз            |
| 1954 | Далека країна                              | The Far Country                    | Джефф Вебстер                     |
| 1955 | Стратегічне авіаційне командування         | Strategic Air Command (film)       | підполковник Роберт Голланд       |
| 1955 | Людина з Ларемі                            | The Man from Laramie               | Вілл Локгарт                      |
| 1956 | Людина, що забагато знала                  | The Man Who Knew Too Much          | Др. Бенджамін «Бен» МакКенна      |
| 1957 | Дух Сент-Луїса                             | The Spirit of St. Louis            | Чарльз Ліндберг                   |
| 1957 | Нічний переїзд                             | Night Passage                      | Ґрант МакЛейн                     |
| 1958 | Запаморочення                              | Vertigo                            | Джон «Скотті» Ферґюсон            |
| 1958 | Дзвінок, книга і свічка                    | Bell, Book and Candle              | Шепард «Шеп» Гендерсон            |
| 1959 | Анатомія вбивства                          | Anatomy of a Murder                | Пол Біґлер                        |
| 1959 | Історія агента ФБР                         | The FBI Story                      | Джон Майкл «Чіп» Гардесті         |
| 1960 | Дорога в горах                             | The Mountain Road                  | майор Болдвін                     |
| 1961 | Двоє гарцювали разом                       | Two Rode Together                  | маршал Ґатрі МакКейб              |
| 1962 | Людина, яка застрелила Ліберті Веленса     | The Man Who Shot Liberty Valance   | Ренсом Стоддард                   |
| 1962 | Містер Гоббс бере відпустку                | Mr. Hobbs Takes a Vacation         | Роджер Гоббс                      |
| 1962 | Як підкорили Захід                         | How the West Was Won               | Лайнес Ролінгс                    |
| 1963 | Візьміть її, вона моя                      | Take Her, She's Mine               | Френк Майкельсон                  |
| 1964 | Осінь Шайєннів                             | Cheyenne Autumn                    | Вайетт Ерп                        |
| 1965 | Дорога Бріжіт                              | Dear Brigitte                      | професор Роберт Ліф               |
| 1965 | Шенандоа                                   | Shenandoah                         | Чарлі Андерсон                    |
| 1965 | Політ Фенікса                              | The Flight of the Phoenix          | Капітан Френк Таунс               |
| 1966 | Рідкісна порода                            | The Rare Breed                     | Сем Барнетт                       |
| 1968 | Файркрік                                   | Firecreek                          | Джонні Кобб                       |
| 1968 | Бандольєро                                 | Bandolero!                         | Мейс Бішоп                        |
| 1970 | Громадський клуб Шаєнн                     | The Cheyenne Social Club           | Джон О'Ганлан                     |
| 1971 | Парад дурнів                               | Fools' Parade                      | Метті Епплярд Appleyard           |
| 1976 | Найвлучніший                               | The Shootist                       | Др. Е. В. Гостетлер               |
| 1977 | Аеропорт 77                                | Airport '77                        | Філіп Стівенс                     |
| 1978 | Великий сон                                | The Big Sleep                      | генерал Стернвуд                  |
| 1978 | Магія Лессі                                | The Magic of Lassie                | Кловіс Мітчелл                    |
| 1980 | Повість про Африку                         | Afurika Monogatari                 | старий (камео)                    |
| 1991 | Американський хвіст 2: Файвел їде на захід | An American Tail: Fievel Goes West | Вайлі Барп (озвучення)            |